# Тонио Сан
Антонио Аранђеловић (Скопље, 23. фебруар 1986), познатији под уметничким именом Тонио Сан (енгл. Tonyo San) и РНС (скраћено од Работам На Случајот), јесте македонски репер, продуцент, стрип цртач и универзитетски професор српскога порекла. Члан је група Green Out и Легијата, а самостално има три студијска албума. Као стрип уметник издао је четири стрип-албума и један графички роман.

## Биографија

### Рани живот и образовање
Тонио Сан је рођен у мешовитој породици, а деда по очевој страни му је био Србин.
Одрастао је у скопској Општини Бутел у којој је завршио основну школу, иако је његова породица из Општине Чаир.
Завршио је Средњу уметничку школу „Лазар Личеновски“ (смер графика) у Скопљу 2004. године. Две године доцније уписује Ликовну академију у Скопљу на којој дипломира 2010. г. Четири године касније је магистрирао из области графике. Године 2015. постаје професор дизајна на Факултету за дизајн и мултимедију Америчког универзитета у Европи.

## Музичка каријера
Године 2000. је снимио прву песму „Закана” са македонским репером српскога порекла Да Џака Накотом.
Године 2004. је издао први студијски албум Цветот на светот који садржи 12 песама. Тада му је уметничко име било РНС (Работам на случајот).
Шест година доцније издаје нови албум, први пут под новим псеудонимом Тонио Сан, који се зове Друштвото на мртвите поети. Садржи 20 песама, од којих су три само битови.
Године 2012. издаје и трећи студијски албум Синтеза на ум и меч који садржи 12 песама.

## Дискографија

### Цветот на светот
| Бр. | Име                      | Гости                       |
| --- | ------------------------ | --------------------------- |
| 1   | Пита со јаболка          | DJ Славе                    |
| 2   | Црногорско поткровје     |                             |
| 3   | Жешка линија             | Мал Голем Брус              |
| 4   | Циркусот на животот      |                             |
| 5   | Гудало (rmx)             | Мал Голем Брус              |
| 6   | Ситно Бегство            |                             |
| 7   | Тангоу                   | Мал Голем Брус & Пинаколада |
| 8   | Доблест или пороци       |                             |
| 9   | Лојален карактер         | Бунтовникот Кемп            |
| 10  | Потежок од тешки времиња |                             |
| 11  | Од рими до реалност      | Да Џака Накот               |
| 12  | 1936 торпедо             |                             |

### Друштвото на мртвите поети
| Бр. | Име                        |
| --- | -------------------------- |
| 1   | Времето на волкот          |
| 2   | Сивило                     |
| 3   | Ќе се најдеме на полпат    |
| 4   | Меѓу редови                |
| 5   | Луѓето што перат мозоци    |
| 6   | Стегни ги врвките          |
| 7   | Здивот на градот           |
| 8   | Фрекфенции                 |
| 9   | Знам кој е бандит          |
| 10  | Кингз                      |
| 11  | Машки курви                |
| 12  | Лошогаз                    |
| 13  | Жени, коли, пари           |
| 14  | Ласки 2005                 |
| 15  | Слатка мизерија            |
| 16  | Фукара                     |
| 17  | Патувањето без друштво     |
| 18  | Многу прашања              |
| 19  | На друго место             |
| 20  | Не разговарај со непознати |

### Синтеза на ум и меч
| Бр. | Име                         |
| --- | --------------------------- |
| 1   | Синтеза на ум и меч         |
| 2   | Дневникот на еден воен поет |
| 3   | Во закрила на ноќта         |
| 4   | Патот на самурајот          |
| 5   | Драма                       |
| 6   | Бамбусови шепоти            |
| 7   | Јинг и јанг                 |
| 8   | Жртви на Шогунот            |
| 9   | Шогунови убијци             |
| 10  | Самураите на зајдисонцето   |
| 11  | Заншин                      |
| 12  | Аку                         |
| 13  | Роза во пламен              |
| 14  | Одмазда                     |
| 15  | Војна...                    |
| 16  | ...и мир                    |